# محمدعلی مؤمنی

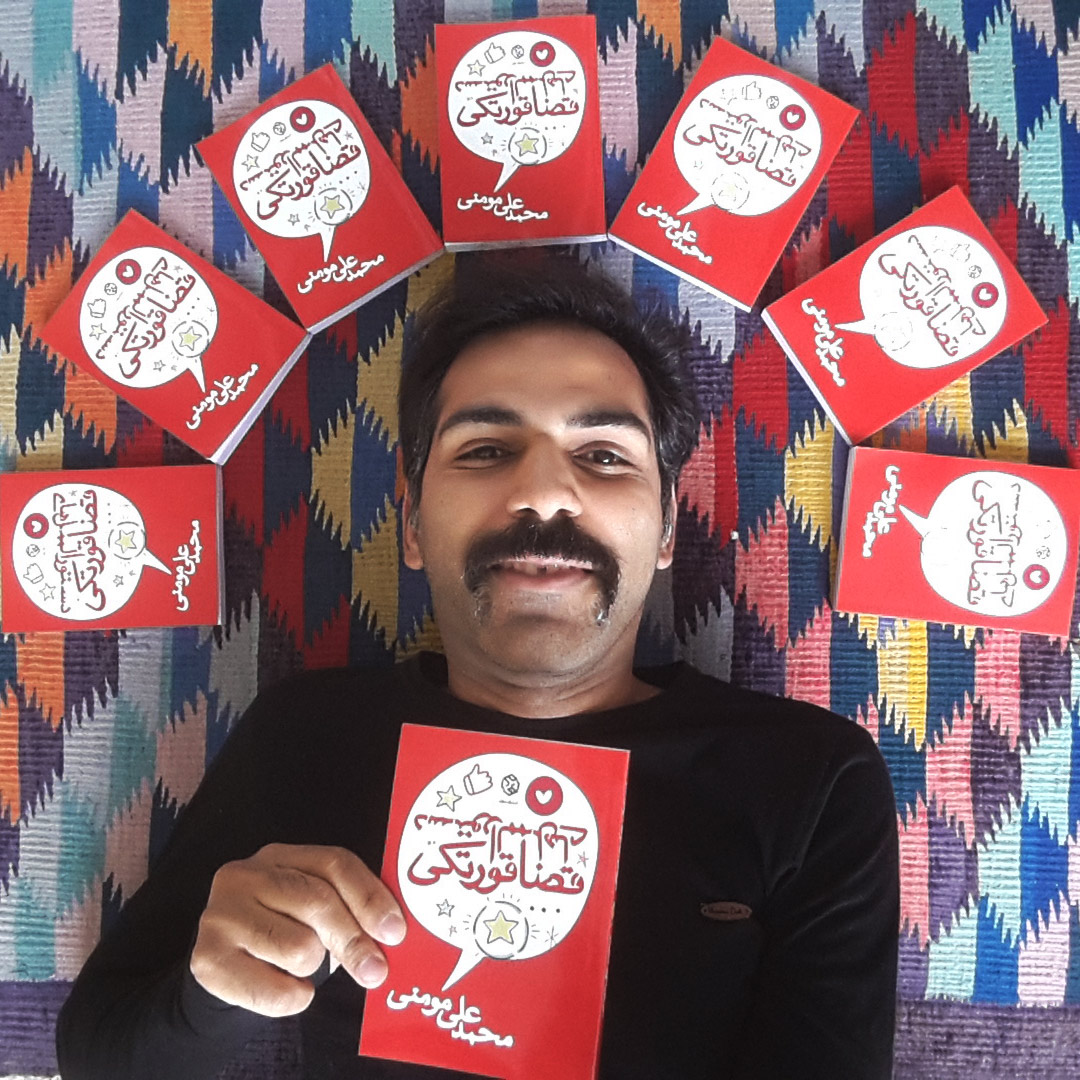
مجموعه طنز «دستورالممل‌های قضاقورتکی» اولین کتاب محمدعلی مومنی است که نشر روزنه منتشر کرده است.

محمدعلی مومنی (زاده ۲۳ تیر ۱۳۵۹ در تهران)، طنزنویس، نویسنده و گوینده ایرانی است. کتاب «دستورالممل‌های قضاقورتکی» یکمین مجموعه طنزهای اوست  که در طول دو سال در مجله چلچراغ منتشر می‌شد.

## پیشینه کار مطبوعاتی
او دانش آموخته زبان و ادب پارسی است و با نشریات پرشمار از جمله آفتابگردان، آفتاب یزد، شرق، آرمان، قانون و مجله‌های چلچراغ، گل‌آقا، بچه‌ها... گل‌آقا، سلامت، خانه، خط خطی و پلخمون همکاری کرده است. 
 

در رادیو پنج سال طنزهای برنامه «چایی شیرین» را می‌نوشت. او در برنامه‌های بامداد فرهنگی، خیابان فرهنگ، عصرانه فرهنگ و کافه نیمروز که همگی از رادیو فرهنگ پخش شده‌اند، به‌عنوان کارشناس - مجری حضور داشته است.